# ケニー・ロバーツ
ケニー・ロバーツ (Kenny Roberts) ことケネス・ルロイ・ロバーツ（Kenneth Leroy Roberts、1951年12月31日 - ）は、アメリカ合衆国・カリフォルニア州出身の元モーターサイクル・レーシングライダー。AMAグランドナショナル選手権、ロードレース世界選手権（WGP）500ccクラスなどで輝かしい成績を収め、「キング・ケニー」というニックネームが生まれた。
長男のケニー・ロバーツ・ジュニアもWGP500ccクラスを制覇し、WGP、モトGPを通じ、2017年現在、唯一の親子二代チャンピオン。ジュニアとの明確な区別のため、ケニー・ロバーツ・シニアと呼ばれることもある。次男のカーティス・ロバーツもWGPに参戦した。
1992年には国際モータースポーツ殿堂、2000年にはMotoGP殿堂入り。

## 経歴

### ライダーとして
1973年、母国アメリカのAMAグランドナショナル選手権において史上最年少（21歳）でチャンピオンを獲得。翌1974年も2年連続でタイトル獲得。

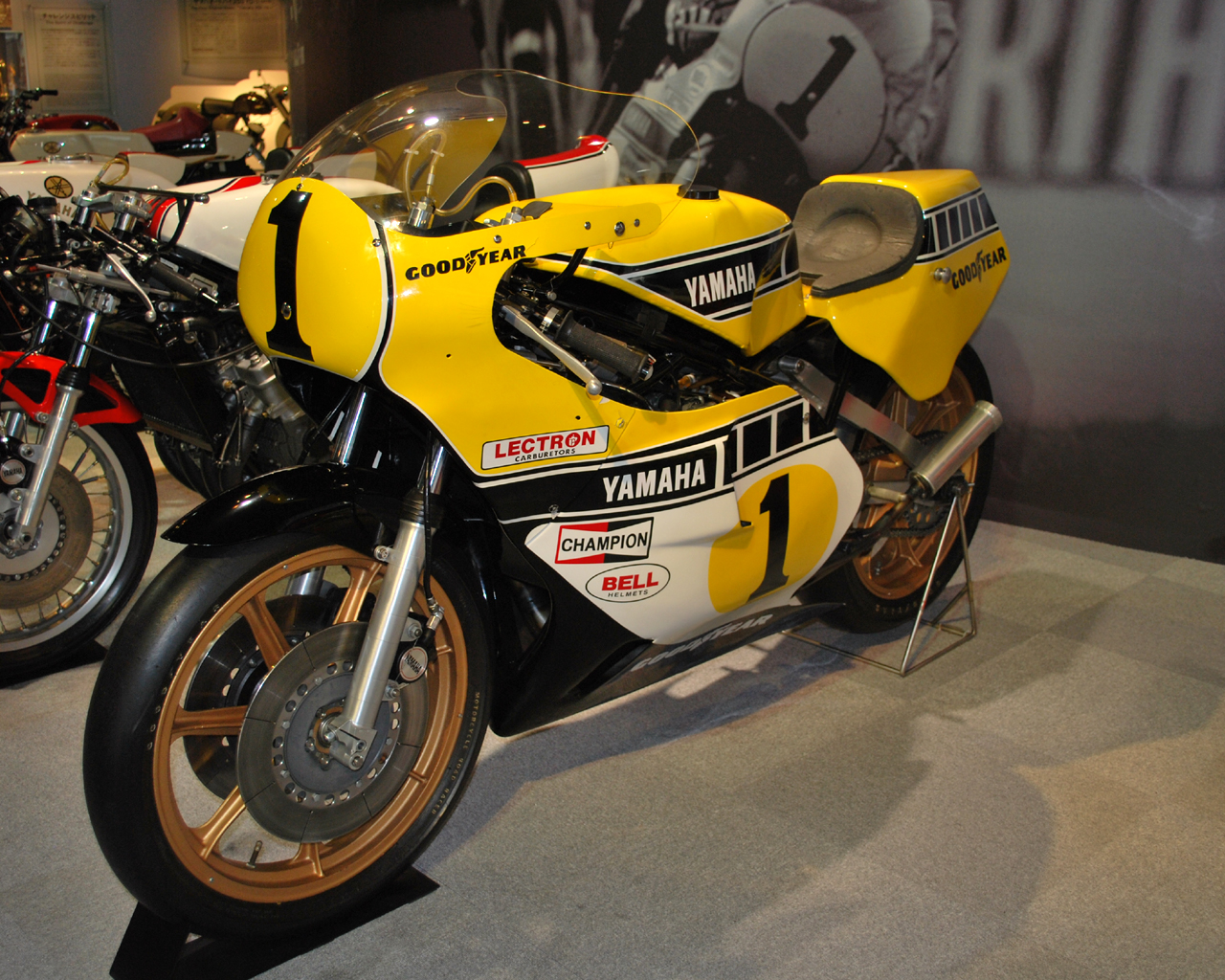
ロバーツが乗った1978年型ヤマハ・YZR500

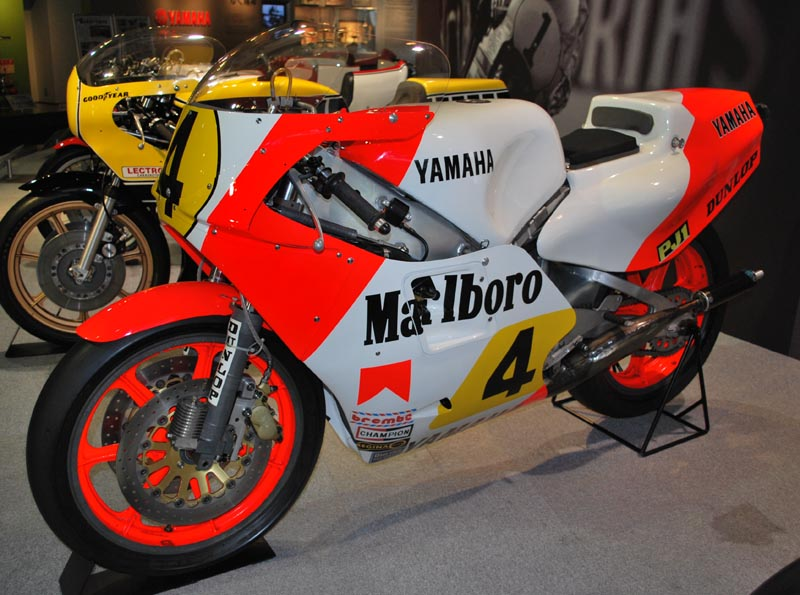
ロバーツが乗った1983年型ヤマハ・YZR500

1974年にはWGPにダッチTT（オランダGP）の250ccクラスで初出場する。転倒したが、再スタートし、3位となる。当時の新聞はケニーのことを「ビッグマウス」と書いた。かなりWGPを下に見た発言をしたらしい。
1978年にヤマハワークスライダーとしてWGPにフル参戦する。初年度から3年連続で500ccチャンピオンという偉業を成し遂げ、WGPにおいて初のアメリカ出身のチャンピオンにもなった。
1983年はフレディ・スペンサーと歴史にのこる激戦を繰り広げ、僅差でWGP王座を逃した。この年を最後にWGPからは引退。ただし1985年、1986年の鈴鹿8時間耐久ロードレースなど、その後もいくつかのレースには出場した。

### 監督として
ヤマハの顔的存在として、引退後はヤマハワークスの「チームロバーツ」を率いてWGPに参戦。門下生ウェイン・レイニー（500ccクラス、1990年 - 1992年）、ジョン・コシンスキー（250ccクラス、1990年）がチャンピオンを獲得するなど、運営者・指導者としても有能であることを証明した。
その後、オリジナルマシンの開発・参戦を目指しヤマハから独立（チーム結成初期にも、250ccクラスにエンジンはヤマハ市販用、フレームなどは自社の独特の形状をした実験的なオリジナルマシンを走らせていたこともある）。マレーシアの2輪メーカーモデナスの資金協力を得て、3気筒エンジンを搭載するマシン'KR'（自身のイニシャル）でWGPに挑戦した。しかし十分な結果は得られず、2006年からは自社製フレームにホンダ・RC211V用エンジンの供給を受ける。長男ケニー・ロバーツ・ジュニアはスズキから再び父のチームに復帰した。

## 後世への影響力
ロバーツの行動や業績の中には、今日のグランプリの基礎となっている事例が多いと言われる。
現在レーシングライダーの間で主流になっている「ハングオフスタイル」をヤーノ・サーリネンと並び、大成・流行させたライダーとして知られる。
WGP転戦に巨大なモーターホームを使用。レースウィークの間は常にサーキットで起居するという生活スタイルをWGPに持ち込んだ。
メーカーとの契約関係、開発への発言力、オリジナルのチームスタッフ構成などで、当時としては独創性・先進性に富んでいた。
スティーブ・ベイカーと共にアメリカのレーススタイルをヨーロッパのレースに持ち込んだ先駆者であり、その成功により以後ランディ・マモラ、フレディ・スペンサー、エディ・ローソンらがヨーロッパに進出してくることとなり、WGPにおけるアメリカンライダー時代の始まりとなった。
1985年鈴鹿8時間耐久レースにヤマハ・ワークスから「現役復帰」して平忠彦と組み出場した際は、WGPの偉大なチャンピオンライダーと国内スターライダーのコンビ結成が大きな話題となり、予選日から観客動員数が飛躍的に増加した。これ以降WGPのトップライダーが鈴鹿8耐にワークス参戦してくるきっかけにもなった。

## エピソード
- 1983年限りでのWGP引退はケニーの本意ではなく、長年の夫婦関係の悪化による離婚調停の結果もたらされたものだったと言われる（ロバーツ夫妻双方に別パートナーが存在）。子供達の親権を得るためにやむを得ずの現役引退であったため、ケニー・ロバーツ本人は競技者生活への未練が大きかったとも言われている。1985年に再婚(のちに離婚)。結果イベントレースへの参加を増やしていくこととなった。
- 1983年当時のケニーのメカニックはノビー・クラークである。ノビーはケニーよりもWGPの経験が長く、ノビーの契約金は年間2千万円と言われていた[6]。
- 2018年11月3日、ヤマハ袋井テストコースで実施された「歴史車両デモ走行見学会2018」にゲストとして来場。67歳にして動態保存されていた1978年式YZR750などの全開走行を行った[7]。

## 選手時代の主な戦歴
- 1969年 オレゴン州 100ccダートトラック 1位

### AMA
- 1970年 ナショナルノービス選手権 1位
- 1971年 ナショナルジュニア選手権 1位
- 1972年 ナショナルエキスパート選手権 4位（ヤマハ）
- 1973年 グランドナショナル選手権チャンピオン（ヤマハ）
- 1974年 グランドナショナル選手権チャンピオン（ヤマハ）
- 1975年 グランドナショナル選手権 2位（ヤマハ）
- 1976年 グランドナショナル選手権 3位（ヤマハ）
- 1977年 グランドナショナル選手権 4位（ヤマハ）
- 1978年 デイトナ200マイルレース 1位（ヤマハ）
- 1983年 デイトナ200マイルレース 1位（ヤマハ）
- 1984年 デイトナ200マイルレース 1位（ヤマハ）

### ロードレース世界選手権
- 凡例
- ボールド体のレースはポールポジション、イタリック体のレースはファステストラップを記録。

| 年   | クラス | チーム             | マシン | 1       | 2     | 3       | 4       | 5     | 6       | 7     | 8       | 9       | 10      | 11      | 12      | 13    | ポイント | 順位 | 勝利数 |
| ---- | ------ | ------------------ | ------ | ------- | ----- | ------- | ------- | ----- | ------- | ----- | ------- | ------- | ------- | ------- | ------- | ----- | -------- | ---- | ------ |
| 1974 | 250cc  | ヤマハ             | TZ250  | GER -   | ITA - | IOM -   | NED 3   | BEL - | SWE -   | FIN - | CZE -   | YUG -   | SPA -   |         |         |       | 10       | 19位 | 0      |
| 1978 | 250cc  | ヤマハ             | TZ250  | VEN 1   | SPA 2 |         | FRA 2   | ITA - | NED 1   | BEL - | SWE -   | FIN -   | GBR -   | GER -   | CZE -   | YUG - | 54       | 4位  | 2      |
| 1978 | 500cc  | ヤマハ             | YZR500 | VEN -   | SPA 2 | AUT 1   | FRA 1   | ITA 1 | NED 2   | BEL 2 | SWE 7   | FIN DNF | GBR 1   | GER 3   |         |       | 110      | 1位  | 4      |
| 1979 | 500cc  | ヤマハ             | YZR500 | VEN -   | AUT 1 | GER 2   | ITA 1   | SPA 1 | YUG 1   | NED 8 | BEL DNS | SWE 4   | FIN 6   | GBR 1   | FRA 3   |       | 113      | 1位  | 5      |
| 1980 | 500cc  | ヤマハ             | YZR500 | ITA 1   | SPA 1 | FRA 1   | NED DNF | BEL 3 | FIN 2   | GBR 2 | GER 4   |         |         |         |         |       | 87       | 1位  | 3      |
| 1981 | 500cc  | ヤマハ             | YZR500 | AUT DNF | GER 1 | ITA 1   | FRA 5   | YUG 3 | NED DNS | BEL 2 | RSM DNS | GBR 2   | FIN 7   | SWE DNF |         |       | 74       | 3位  | 2      |
| 1982 | 500cc  | ヤマハ             | YZR500 | ARG 1   | AUT 3 | FRA DNS | SPA 1   | ITA 4 | NED 2   | BEL 4 | YUG DNS | GBR DNS | SWE DNS | RSM DNS | GER DNS |       | 68       | 4位  | 2      |
| 1983 | 500cc  | マールボロ・ヤマハ | YZR500 | RSA 2   | FRA 4 | ITA DNF | GER 1   | SPA 2 | AUT 1   | YUG 4 | NED 1   | BEL 1   | GBR 1   | SWE 2   | RSM 1   |       | 142      | 2位  | 6      |

※1978年はF750クラスでも2位(この年は 250cc 500cc F750 に出場）

### 鈴鹿8時間耐久ロードレース
| 年   | 車番 | ペアライダー           | チーム                               | マシン         | 予選順位 | 決勝順位 | 周回数 |
| ---- | ---- | ---------------------- | ------------------------------------ | -------------- | -------- | -------- | ------ |
| 1985 | 21   | 平忠彦                 | 資生堂ヤマハ・TECH21 Racing Team     | ヤマハ・FZR750 | 1        | 17       | 182    |
| 1986 | 2    | マイク・ボールドウィン | ラッキーストライク・ロバーツ・ヤマハ | ヤマハ・YZF750 | 2        | Ret      | 130    |

## 監督としての主な戦歴
- 1984年 ロードレース世界選手権250ccクラス - ウェイン・レイニー ランキング8位、アラン・カーター ランキング9位[8]。
- 1986年 ロードレース世界選手権500ccクラス - ランディ・マモラ ランキング3位、マイク・ボールドウィン ランキング4位[9]。
- 1987年 ロードレース世界選手権500ccクラス - ランディ・マモラ ランキング2位
- 1988年 ロードレース世界選手権500ccクラス - ウェイン・レイニー ランキング3位、ケビン・マギー ランキング5位
- 1989年 ロードレース世界選手権500ccクラス - ウェイン・レイニー ランキング2位、ケビン・マギー ランキング9位
- 1990年 ロードレース世界選手権500ccクラス - ウェイン・レイニー チャンピオン、エディ・ローソン ランキング7位
- 1991年 ロードレース世界選手権500ccクラス - ウェイン・レイニー チャンピオン、ジョン・コシンスキー ランキング4位
- 1992年 ロードレース世界選手権500ccクラス - ウェイン・レイニー チャンピオン、ジョン・コシンスキー ランキング3位

## 人物

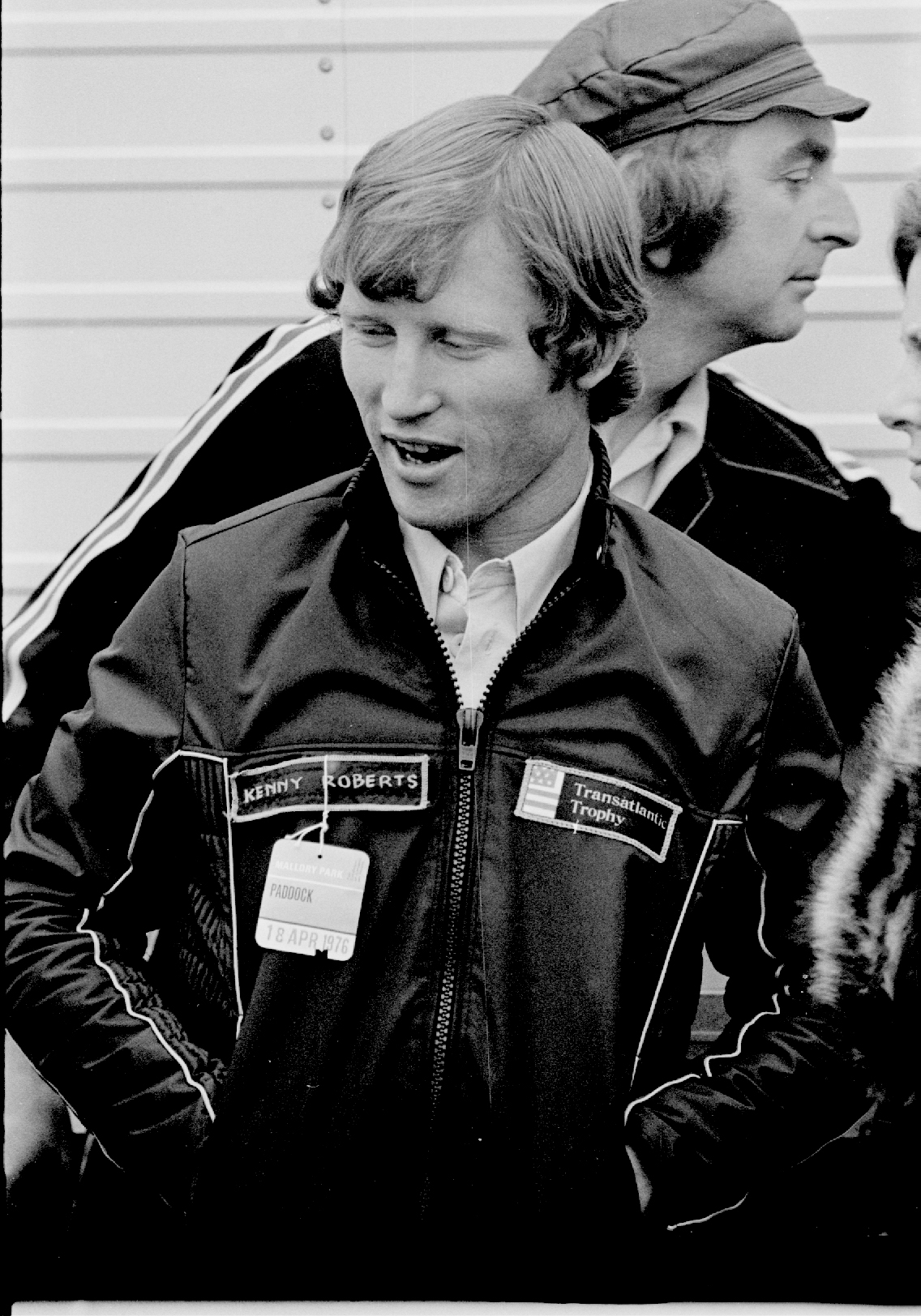
ケニー・ロバーツ（1975年）

ケニーは、1978年にWGP500ccクラスに初参戦し、1980年まで3年連続して世界チャンピオンとなり、その強さから「キング・ケニー」と称されるようになったが、ケニーは過去のことを自ら進んで話そうとはしない。もちろん、雑誌やテレビの取材を受けたときには話すのだが、仕事として話しているに過ぎない。ケニーは過去の栄光に目を向けてはいない。
ケニーはハングオフという乗り方をしていたが、正統な乗り方を極めた結果である。ケニーの次の世代の若いアメリカ人ライダーには正統という言葉は馴染まない。例をあげるとフレディ・スペンサー。
ケニーは1983年を最後にWGPライダーとしては引退したが、ロードレースから引退したわけではない。日本では1985年と1986年に鈴鹿8時間耐久ロードレースにライダーとして出場し、結果は二度ともリタイアであったが、ケニーの出場自体が日本のファンを喜ばせた。
ケニーはWGPライダー時代、その役割（世界チャンピオンなること）を完璧に果すために全力を尽したが、そのために結果として家庭を蔑ろにしてしまった。WGPライダー引退後は子供たちと遊び、よきパパである。ケニーにとってレーシングチームを運営する仕事は家庭と両立できるものである。
ケニーがレーシングチームを設立するきっかけとなった出来事は、アメリカでレースをしていたウェイン・レイニーが突然スポンサーを失い困っていたことだった。若手ライダーをWGPに参戦するための支援をしようと思い立ち、ヤマハとマールボロの協力を得て、1984年のWGP250ccクラスにウェインとアラン・カーターの二人のライダーを擁して参戦する。しかし、チーム設立のための準備期間が短かったことと、250ccクラスはスポンサーのマールボロにとっては魅力がなかったために十分な資金的支援は得らず、チーム運営は思うようには行かなかったが、二人のライダーの戦績は、ウェインがランキング8位、アランが9位となり、二人ともトップ10入りした。
1986年は500ccクラスに参戦するが、今回は十分な準備期間を取ることができたため、チームの運営体制は万全であった。スポンサーはラッキーストライクに決まったが、ラッキーストライクは1984年の250ccクラス時にもケニーのチームに興味を示していた。1984年はマールボロ（ケニーがライダー時代に契約していたジャコモ・アゴスチーニが運営するチームのスポンサー）がケニーに他のスポンサーと契約しないように依頼したため、ラッキーストライクとの話は流れた。1986年もマールボロからスポンサーになる話が来ていたのだが、ケニーは、
「100%でやってくれるんじゃなきゃイヤだ」（ケニー・ロバーツ）
と返答し、本腰を入れて交渉してきたラッキーストライクをスポンサーにすることになった。チームに迎え入れるライダーの選考時には次のような話が流れた。
- 英語が話せるライダーがいい。
- エディ・ローソンとワイン・ガードナーを勧誘した。

この話はどれも本当のことである。結局、ライダーはランディ・マモラとマイク・ボールドウィンに決まった。マイクを選んだことに関して、周囲の人々は不思議がった。ケニーによる人選の基準は、ライダーがレースに臨む姿勢である。ケニーが必要としているライダーとは、常に今よりも速く走れるライダーになりたいという向上心のあるライダーである。マイクはそのようなライダーであった。
ケニーのチームは、1986年にランディがランキング3位、マイクはランキング4位と好成績を修めた。イギリスGP（シルバーストーン）以外では、二人のライダーのうちどちらか一人または二人とも各レースで表彰台に上がっており、ケニーはこの結果に満足している。ケニーは見事なチーム運営を行なった。ケニーが喜びを感じていることは、彼が運営するチームが発展することである。ケニーはレーシングチーム運営をするにあたって、チームで働く人材を最重視している。優秀な人材を獲得してチーム運営をすることが重要であると考えている。ポール・バトラーはそれに適任であり、ケニーはポールにチーム運営を任せている。ただ、ライダーの走りに関してはケニーでなくては助言ができない。その点で、やはりケニーはチームにとって重要な存在である。
ケニーはこの2年間のレース活動を通して、スポンサーの変化に気づいた。ケニーによると、スポンサーが、既存の広告媒体（新聞や雑誌）を利用するよりもレース活動を支援した方が長期的視点に立つと有益である、と考え始めているという。テレビや雑誌がレースを取り上げることによって、子供たちがレースに興味を示すようになり、長い目で見るとそれが、WGPに発展に繋がるとケニーは考えている。

## ケニーロード
2005年にケニーは日本人の妻と再婚している。その妻の出身地が熊本県であり、妻の実家へ帰る為に熊本に立ち寄った際に南阿蘇でよくツーリングしている。そのツーリングルートの中でも一番気に入っている阿蘇南部広域農道、通称「グリーンロード南阿蘇」の一部区間を、地元の西原村と南阿蘇村に正式に許可を得て「ケニーロード」という名称を付けている。
また熊本や周辺の県などのイベントにも頻繁に顔を出している。
2024年9月1日放送のBS11 MOTORISEに出演　現在は九州にいると話す。

## 映画
出演映画
- ファスター - 初公開 2005年9月10日／製作国 アメリカ・スペイン（2003年）／上映劇場 ナウオンメディア[25]
- プライド・ワン - 初公開 1986年9月13日／製作国 日本（1986年）／上映劇場 東映[26]
- ウイニングラン - 初公開 1983年10月／製作国 イタリア（1983年）／上映劇場 ヘラルド[27]